# Les Alqueries
Les Alqueries là một đô thị trong tỉnh Castellón, Cộng đồng Valencia, Tây Ban Nha. Đô thị Alquerías del Niño Perdido có diện tích km², dân số theo điều tra năm 2010 của Viện thống kê quốc gia Tây Ban Nha là người. Đô thị Alquerías del Niño Perdido nằm ở khu vực có độ cao mét trên mực nước biển.